# Estação Lages
Lages é uma estação de trem da cidade de Paracambi, na região do Grande Rio, no estado do Rio de Janeiro. Atualmente, é uma das três estações do ramal de Paracambi, e está situada entre as estações Japeri e Paracambi.

## História

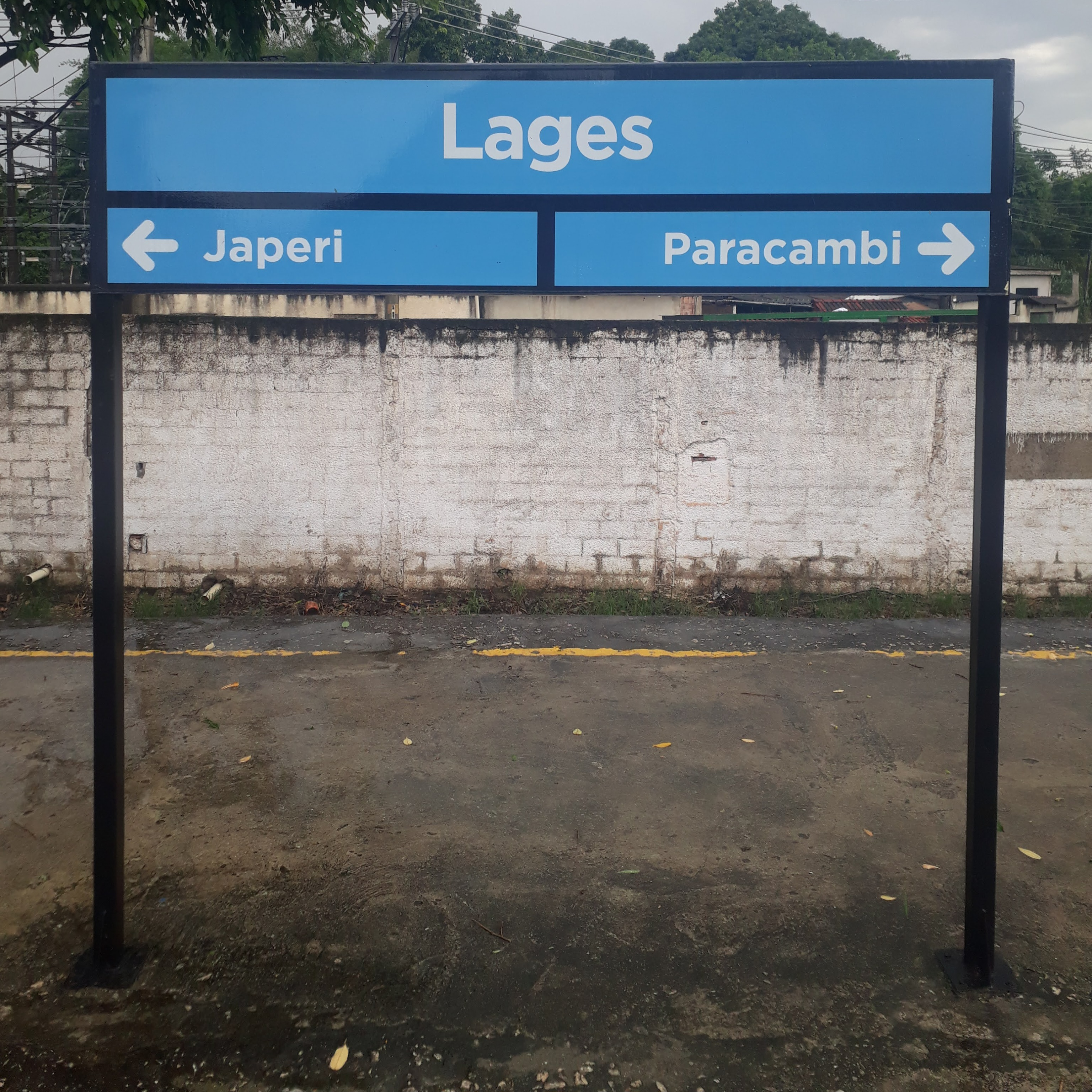
Placa Lages

Uma das estações mais antigas do Brasil, Lages foi inaugurada em 1858 e permaneceu como ponta de linha do ramal até 1861, quando a estação terminal de Paracambi foi inaugurada. A estação funciona até hoje para os trens metropolitanos da Supervia, que tem a concessão desde 1998.
A estação de Lages chamou-se realmente Nicanor Pereira, mas este nome foi usado durante tempos muito antigos, e logo depois substituído por Lages da Central, posteriormente Lages. De Lages partia a E. F. Light (linha da Light and Power, levando à represa de Ribeirão das Lages) passando pelas localidades de Guarajuba e Ponte Coberta (não sei se estas tiveram estações, em Ponte Coberta a linha passava por baixo da Rodovia Presidente Dutra). A E. F. Light tinha bitola estreita e sobreviveu até os anos 1950, e o transbordo com a EFCB era através de um guindaste. Há um trólei na represa até hoje. O atual prédio da estação de Lages é posterior a 1928, o atual foi construído quando a edificação anterior que era de madeira (não sei se original) pegou fogo isso lá pelos anos 1950/1960. Lages não tinha bilheteira desde este incêndio até 1996, quando a Flumitrens instalou o gradeamento e a casa onde hoje é a bilheteria. A cobrança de passagens no ramal era feita no desembarque em Japeri apenas; durante uma época a Central usou trens com roleta dentro, mas logo isso foi abandonado e o ramal passou a operar as estações de Lages e Dr Eiras gratuitamente, sendo eliminada também a cobrança no desembarque em Japeri (Victor de Almeida e Silva, 03/2009).

## Localização e acessos
A Estação Lages está localizada na Rua Aníbal Cardoso, no perímetro urbano da RJ-093 (Estrada Japeri-Paracambi), no bairro de mesmo nome. Nas proximidades, se encontram a Praça do Miro, o principal palco de eventos do bairro, o Hospital Municipal de Paracambi, mais conhecido como Hospital de Lages, e o DPO de Lages.

## Plataforma

### Dias úteis, Sábados, Domingos e Feriados
Plataforma 1A: Trens com destino à Japeri e Paracambi